# Dušan Oršula
Dušan Oršula (* 23. August 1979 in Brezno, Tschechoslowakei) ist ein ehemaliger slowakischer Skispringer.

## Werdegang
Oršula, der für den Verein LKS Dukla Banska Bystrica startete, gab sein internationales Debüt im Skisprung-Continental-Cup in der Saison 1997/98, wo er jedoch erfolglos startete und am Ende nur Platz 127 der Gesamtwertung belegte. Sein Debüt im Skisprung-Weltcup gab er am 30. Januar 1999 in Willingen, wo er mit der Mannschaft, zu der auch Martin Mesík gehörte, im Teamspringen den elften Platz erreichte. Beim folgenden Einzelweltcup in Harrachov sprang er mit 126 Metern zwar seine persönliche Bestweite, blieb aber mit Platz 37 außerhalb der Punkteränge. Nach einem Springen im Sommer-Grand-Prix startete er in der Folgesaison erneut im Continental Cup, wo er die Jahre bis 2002 jedoch nie über den 127. Platz in der Gesamtwertung hinauskam. Seine beste Einzelplatzierung war der 20. Platz in Gallio am 9. Februar 2002.
Bei der Skiflug-Weltmeisterschaft 2002 in Harrachov verpasste er mit Platz 47 den zweiten Durchgang deutlich. Nach einem weiteren erfolglosen Jahr im Continental Cup wurde er am 8. Februar 2003 zum Karriere-Ende noch einmal im Weltcup eingesetzt. Dabei erreichte er in Willingen den 44. Platz im Einzelspringen.

## Statistik

### Continental-Cup-Platzierungen
| Saison  | Platz | Punkte |
| ------- | ----- | ------ |
| 1997/98 | 159.  | 48     |
| 1998/99 | 138.  | 66     |
| 1999/00 | 128.  | 74     |
| 2000/01 | 152.  | 41     |
| 2001/02 | 233.  | 11     |